# Carl Fink (Politiker)
Carl Friedrich Fink (* 28. Februar 1810 in Eschwege; † im 19. Jahrhundert) war ein deutscher Jurist und Mitglied der Zweiten Kammer der kurhessischen Ständeversammlung.

## Leben
Carl Fink war ein Sohn des Tribunalprokurators Siegmund Fink und dessen Ehefrau Anna Martha Garthe und war nach seinem Studium der Rechtswissenschaften in seinem Heimatort als Rechtsanwalt tätig, als er 1852 ein Mandat für die kurhessische Ständeversammlung erhielt. Er blieb bis 1854 für die Stadt Eschwege in dem Parlament, das nach den Unruhen im Jahre 1831 zum Zweck der Beratung und Verabschiedung einer Verfassung gebildet wurde und bis 1866 Bestand hatte, als das Land Hessen durch Preußen annektiert wurde.
1848 wurde er Vorsitzender des Volksvereins Eschwege, der am 23. März 1849 eine Petition an die Frankfurter Nationalversammlung richtete, die die Übertragung der Zentralgewalt an Preußen zum Inhalt hatte.
Fink galt als einer der Wenigen, die während der Zeit der Reaktion in der Kammer energisch gegen die Regierung aufzutreten wagten.